# 温巴赫
温巴赫是德国莱茵兰-普法尔茨州的一个市镇。总面积6.84平方公里，总人口430人，其中男性207人，女性223人（2011年12月31日），人口密度63人/平方公里。